# Challenge Desgrange-Colombo 1948
Navigation
Édition suivante
Le Challenge Desgrange-Colombo 1948 est la première édition de ce classement de régularité de cyclisme sur route international. C'est la première fois qu'un système par points est utilisé pour désigner le meilleur coureur sur plusieurs parcours différents. Le Challenge doit son nom à Henri Desgrange, premier organisateur du Tour de France et Emilio Colombo, premier organisateur du Tour d'Italie. 
Dans cette première édition, neuf manches sont au programme (sept courses d'une jour et deux courses par étapes), trois dans chacun des pays organisateurs (Belgique, France et Italie). Les coureurs doivent avoir participé à au moins une des trois courses dans chaque pays pour apparaître au classement final. Lauréat du Tour des Flandres, deuxième de la Flèche wallonne et du Tour de France, le Belge Briek Schotte devient  le premier vainqueur du Challenge Desgrange-Colombo. Le classement par pays est remporté par l'Italie.

## Barème
| Course/Classement               | 1er | 2e | 3e | 4e | 5e | 6e | 7e | 8e | 9e | 10e | 11e | 12e | 13e | 14e | 15e | 16e | 17e | 18e | 19e | 20e | 21e | 22e | 23e | 24e | 25e |
| ------------------------------- | --- | -- | -- | -- | -- | -- | -- | -- | -- | --- | --- | --- | --- | --- | --- | --- | --- | --- | --- | --- | --- | --- | --- | --- | --- |
| Tour d'Italie et Tour de France | 60  | 52 | 46 | 44 | 42 | 40 | 38 | 36 | 34 | 32  | 30  | 28  | 26  | 24  | 22  | 20  | 18  | 16  | 14  | 12  | 10  | 8   | 6   | 4   | 2   |
| Autres épreuves                 | 30  | 26 | 23 | 22 | 21 | 20 | 19 | 18 | 17 | 16  | 15  | 14  | 13  | 12  | 11  | 10  | 9   | 8   | 7   | 6   | 5   | 4   | 3   | 2   | 1   |

## Épreuves
| Date               | Course            | Pays             | Vainqueur           | Équipe             |
| ------------------ | ----------------- | ---------------- | ------------------- | ------------------ |
| 19 mars            | Milan-San Remo    | Italie           | Fausto Coppi        | Bianchi            |
| 4 avril            | Paris-Roubaix     | France           | Rik Van Steenbergen | Mercier-Hutchinson |
| 11 avril           | Paris-Bruxelles   | France/ Belgique | Lode Poels          | Garin-Wolber       |
| 18 avril           | Tour des Flandres | Belgique         | Briek Schotte       | Alcyon-Dunlop      |
| 21 avril           | Flèche wallonne   | Belgique         | Fermo Camellini     | Métropole          |
| 25 avril           | Paris-Tours       | France           | Louis Caput         | Olympia-Dunlop     |
| 15 mai-6 juin      | Tour d'Italie     | Italie           | Fiorenzo Magni      | Wilier Triestina   |
| 30 juin-25 juillet | Tour de France    | France           | Gino Bartali        | Italie             |
| 16 octobre         | Tour de Lombardie | Italie           | Fausto Coppi        | Bianchi            |

## Classements finals

### Individuel
| Pos. | Coureur                | Équipe                              | Points |
| ---- | ---------------------- | ----------------------------------- | ------ |
| 1    | Briek Schotte (BEL)    | Alcyon-Dunlop                       | 142,5  |
| 2    | Fermo Camellini (ITA)  | Métropole                           | 118,5  |
| 3    | Gino Bartali (ITA)     | Legnano                             | 96     |
| 4    | Fiorenzo Magni (ITA)   | Wilier Triestina                    | 84,5   |
| 5    | Vito Ortelli (ITA)     | Olympia-Dunlop Atala-Pirelli        | 65     |
| 6    | Giordano Cottur (ITA)  | Wilier Triestina                    | 64     |
| 7    | Louison Bobet (FRA)    | Stella-Dunlop                       | 63,5   |
| 8    | Marcel Rijckaert (BEL) | Mercier-Hutchinson Fiorelli-Gardiol | 63     |
| 9    | Albert Ramon (BEL)     | 4 équipes différentes               | 62     |
| 10   | Fausto Coppi (ITA)     | Bianchi                             | 60     |

### Pays
Pour le classement par pays, les points des cinq meilleurs coureurs par course sont additionnés.
| Pos. | Pays     | Points |
| ---- | -------- | ------ |
| 1    | Italie   | 768.5  |
| 2    | Belgique | 711.5  |
| 3    | France   | 548.5  |